# Lupulus
Lupulus is een Belgisch bier van hoge gisting. Het bier wordt gebrouwen in Brouwerij Lupulus te Bovigny.

## Achtergrond
Sinds 2008 wordt Lupulus gebrouwen, waarvan 60% bestemd is voor export. Sinds 2010 werd in beperkte mate Lupulus Brune gebrouwen, enkel lokaal verkrijgbaar. Vanaf het eerste trimester 2012 werd deze commercieel op de markt gebracht.
De naam van het bier verwijst enerzijds naar hop, een essentieel ingrediënt voor bier. De Latijnse naam voor hop is Humulus lupulus. Anderzijds is "lupulus" Latijn voor "wolfje". Op de etiketten en de glazen staat dan ook een afbeelding van een kleine wolf tussen hop.

## Varianten
- Blonde, blond bier, type tripel, met een alcoholpercentage van 8,5%
- Brune, bruin bier met een alcoholpercentage van 8,5%
- Hibernatus, een bruin bier met een alcoholpercentage van 9%
- Organicus, een blond biologisch bier met een alcoholpercentage van 8,5%
- Hopera, een blond hoppig bier met een alcoholpercentage van 6%
- Blanche, een witbier met een alcoholpercentage van 4,5%

- Superdelic, berry fruit - citrus - candy - tropical fruit, alcoholpercentage 8,5%
- Cryo Pop, NEIPA, IPA New England, hazy, 7%.
- Bleuette, fruit beer, 4,2%.
- Hazy Session, IPA, Session, 4,5%.

### Eenmalig gebrouwen
- Special Brew 2012, eenmalig blond bier met een alcoholpercentage van 10% (ter gelegenheid van 5 jaar Lupulus)